# George Ravenscroft
George Ravenscroft (1632 - 7 de juny de 1683) va ser un home de negocis anglès en el comerç d'importació/exportació i de fabricació de vidre. És conegut principalment pel seu treball en el desenvolupament del cristall de plom transparent a Anglaterra (també conegut com a vidre de sílex).

## Vida personal
Poc es coneix sobre la vida personal, el caràcter o l'aparença de Ravenscroft, tot i que el seu pare el va descriure en el seu testament com un home de família responsable i un empresari astut. Va néixer l'any 1632, el segon dels cinc fills de pares catòlics romans que van amagar la seva veritable fe i van viure exteriorment com a anglicans, i va ser batejat a Alconbury Weston, Huntingdonshire, Anglaterra, l'abril de 1633. De 1643 a 1651, Ravenscroft va assistir a l'English College de Douai, França per formar-se per al sacerdoci, però va abandonar els estudis abans d'acabar la seva formació i va tornar a Londres el 1666.
Després d'establir-se a Londres i establir un negoci d'importació/exportació d'èxit que el va fer ric, Ravenscroft es va casar amb Hellen Appleby, de Yorkshire, Anglaterra, el 1670 o 1671 i va tenir tres fills amb ella. El 1684 la seva vídua es va casar posteriorment amb Sir Thomas Sheridan, secretari d'Estat en cap d'Irlanda (1687-1688). Ravenscroft va morir el 7 de juny de 1683 després de patir "una paràlisi " i va ser enterrat a la volta de Ravenscroft a l'església de Sant Joan Baptista a Chipping Barnet, al nord de Londres, Anglaterra. Avui a Chipping Barnet una escola, un parc, un jardí i una carretera s'anomenen Ravenscroft, cosa que suggereix la importància de la família Ravenscroft a la zona en un moment.

## Biografia
Les activitats de Ravenscroft entre 1651 i 1666 no estan clares, tot i que és segur que va viure a Venècia, Itàlia, almenys una part d'aquest temps treballant com a comerciant i possiblement aprenent tècniques de fabricació de vidre que més tard portaria a Anglaterra. En algun moment va establir un negoci d'importació/exportació d'èxit a Venècia amb dos dels seus germans, Francis i James.

### Formació

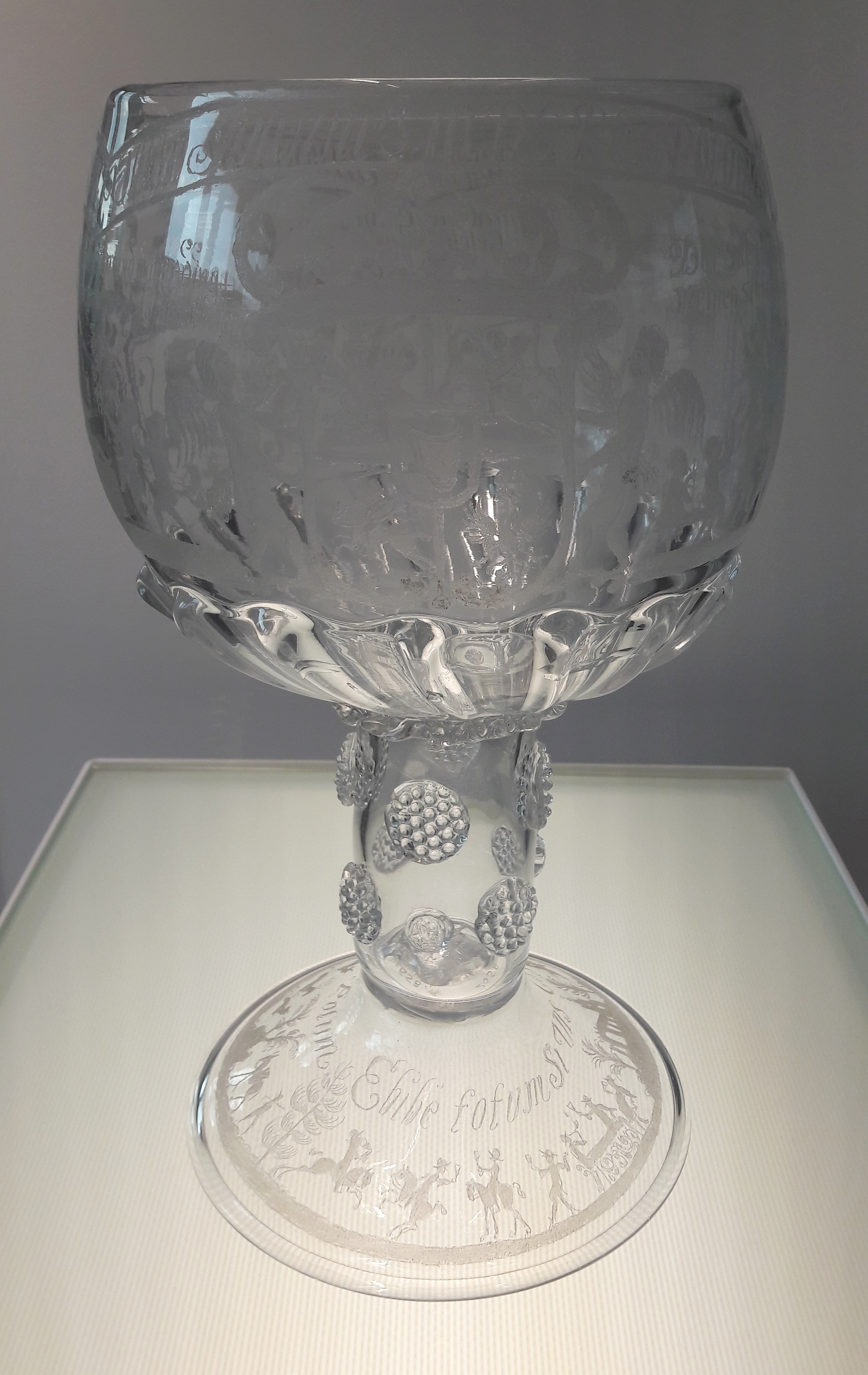
Rummer Amb abric d'armes de John III Sobieski i la Ciutat de Gdańsk per George Ravenscroft glassworks, engraved per Willem Mooleyser, 1677-1678, Museu Nacional dins Varsòvia

Ravenscroft es va traslladar a Londres el 1666 i va continuar treballant en el negoci d'importació/exportació, comercialitzant béns com ara groselles, vidre i puntes. Hi ha diferents relats sobre el paper de Ravenscroft en la invenció i el desenvolupament posterior del vidre de cristall de plom. Generalment s'accepta que això és cert: durant els anys que Ravenscroft va viure a Venècia (entre 1651 i 1666) es va dedicar al comerç del vidre, no com a artesà sinó com a comerciant, per la qual cosa va conèixer i es va relacionar amb els vidriers d'Itàlia. Quan Ravenscroft es va traslladar a Anglaterra, diversos vidriers ja havien començat a fabricar articles de vidre que intentaven imitar el cristall italià, i Ravenscroft va decidir iniciar el seu propi negoci de fabricació de vidre mentre encara tenia el seu negoci d'importació/exportació.
És probable que Ravenscroft fos el director i financer de la seva vidreria, però no participà activament en el procés físic de la fabricació de vidre, un paper que probablement hagués estat realitzat per un o més artesans a la seva feina, com els italians Signor da Costa o Vincenzo Pompeio, o el seu ajudant anglès Hawley Bishopp, que va establir la seva pròpia vidreria, a la zona de Savoy de Londres, després de la mort de Ravenscroft. La vidreria de Ravenscroft produïa principalment gots per beure, però també feia alguns bols i altres recipients.
En aquest punt, les circumstàncies relatives al paper de Ravenscroft en la fabricació de cristall de plom es fan menys clares. Això es deu en part perquè els registres de mitjans del segle XVII són incomplets, però també és en gran part perquè Ravenscroft era secret sobre els seus ingredients i processos. Hi ha proves que va ser ajudat per Sir Robert Plot FRS, que va suggerir utilitzar sílex dels llits dels rius d'Oxfordshire en lloc de sílex gris fosc de Londres als molt cars sílex blancs del llit del riu Po a Itàlia com s'utilitza a Murano. Ara es creu que el doctor Plot va demanar una mostra de la seva pols que es va descriure com "fina i blanca". Si afegia òxid de plom (en forma de pols de plom vermell), la pols semblaria de color rosa pàl·lid, per la qual cosa pot haver enganyat deliberadament el doctor Plot i el seu assistent enviat a visitarlo Henley on Thames. Probablement va tenir cura d'evitar que els competidors el copiessin i també va voler pactar un acord amb la Worshipful Company of Glass Sellers de Londres, a la qual li va donar drets exclusius per comprar les seves creacions a preus predeterminats a canvi d'una subvenció per finançar el seu taller de Henley-on-Thames, amb dos equips de bufadors de vidre.
Hi ha un cert debat sobre com, quan i per què Ravenscroft es va inspirar per utilitzar el plom en la producció de vidre. Alguns creuen que va descobrir accidentalment que l'addició d'òxids de plom a la barreja de vidre donava al producte final qualitats especials, mentre que altres creuen que va aprendre la tècnica a Venècia. L'ús del plom al vidre era conegut a Itàlia com ho demostra el descobriment d'un 12% de plom a la capa de cameo blanc de The Portland Vase, un famós artefacte romà al Museu Britànic Altres assenyalen que el procés va ser documentat en un llibre italià, L'Arte Vetraria, escrit per Antonio Neri el 1612 i va ser traduït a l'anglès per Christopher Merret el 1662.
El 1680 es va associar amb la fàbrica de vidre de Vauxhall, treballant amb la companyia fins a la seva mort el 1683.

### Vidre de cristall de plom Ravenscroft

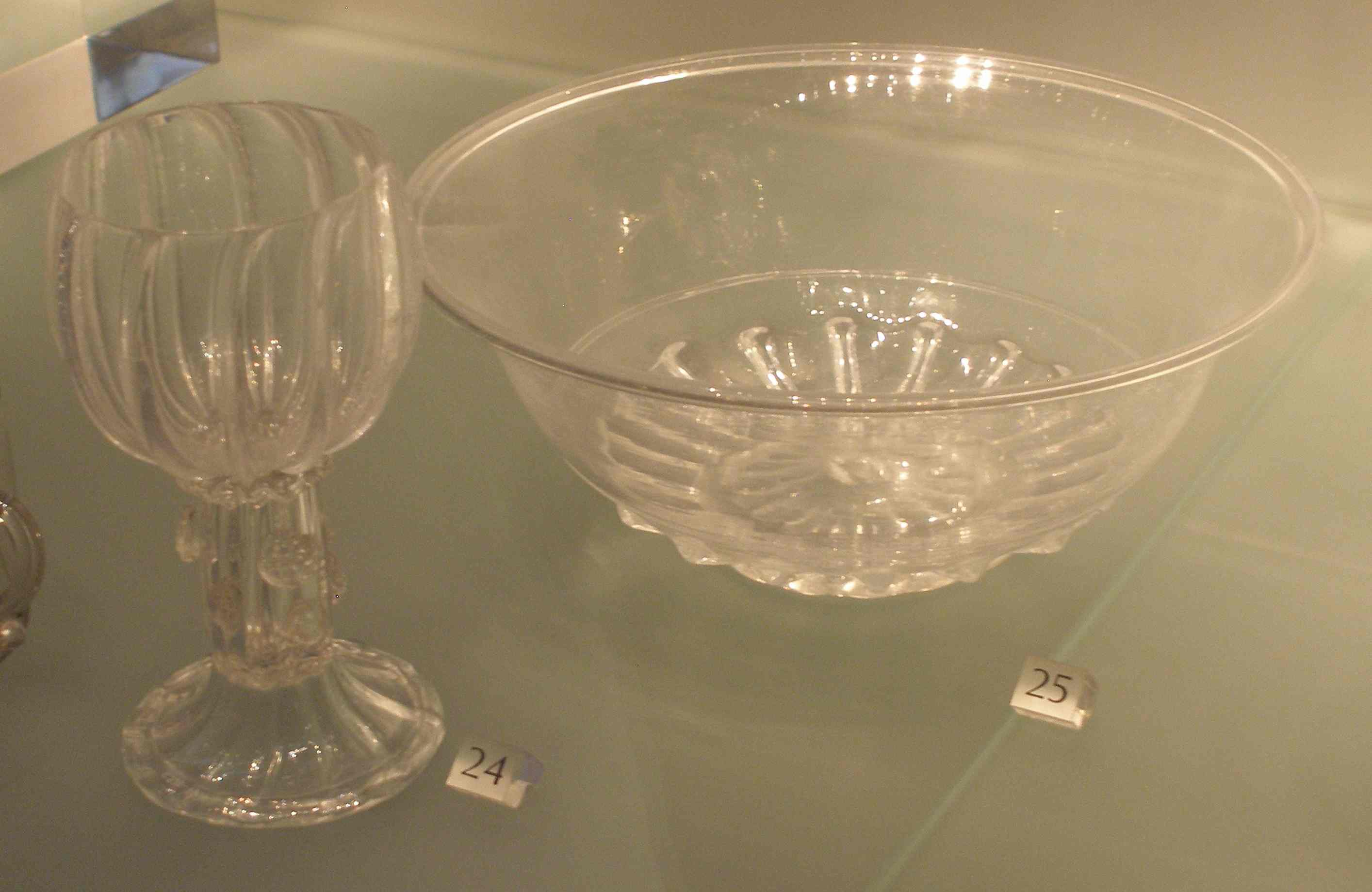
Exemples de vidre Ravenscroft al V&A

Els forns de vidre de Ravenscroft es van instal·lar en dues ubicacions, la instal·lació principal es va establir a Savoy, Londres el 1673 i una instal·lació secundària temporal establerta entre 1674 i 1675 a Henley-on-Thames.
Els primers vidres de Ravenscroft (1674–1676) van patir típicament un "crizzling" (deteriorament gradual i imparable caracteritzat per nombroses esquerdes, fent que el vidre sembli tèrbol) al cap de 1 o 2 anys, a causa de les impureses de la mescla de fabricació de vidre: sals alcalines excessives o quantitats insuficients de calç, que s'han suggerit com a estabilitzador possible.
El "crizzling" (esquerdament) va danyar la reputació de l'empresa, i Ravenscroft i el seu equip van treballar per solucionar el problema. Ravenscroft va anunciar el 1676 que el problema s'havia resolt amb "greixt" i que els nous recipients de vidre millorats portarien un segell de cap de corb per distingir-los de les peces defectuoses anteriors. Actualment existeixen un nombre reduït (menys d'una vintena) de recipients de vidre que porten el segell del cap de corb, alguns dels quals s'han crispat i d'altres no.
Pot ser que existeixin més peces creades per Ravenscroft, però a falta del segell del cap de corb, que va deixar d'utilitzar cap al 1677, o qualsevol descripció o dibuix dels seus dissenys, és difícil atribuir-li de manera positiva peces particulars. Algunes peces pensades que s'assemblen molt a l'obra de Ravenscroft porten un segell "S"; alguns han suggerit que la "S" significa "Savoy", la principal instal·lació de producció de Ravenscroft, mentre que d'altres suggereixen provisionalment que la "S" podria significar " Southwark, cosa que indica que el vidre podria haver estat fet per John Bowles i William Lillington a la seva fàbrica de vidre del sud de Londres a l'altra banda del riu. Pot ser que hi hagi uns quaranta articles de vidre fets per Ravenscroft amb la seva nova recepta de plom, però menys de vint amb el segell del corb.
L'addició d'òxid de plom a les matèries primeres del vidre va donar com a resultat una mescla fosa que tenia una viscositat més baixa que el vidre normal, que tenia l'avantatge de tenir menys probabilitats de contenir bombolles d'aire. Això va facilitar el bufat donant-li un "temps de treball" d'uns dos minuts sense tornar a escalfar, i el va fer especialment adequat per bufar en motlles. El vidre de plom té un índex de refracció més alt, cosa que fa que el seu aspecte sigui brillant, brillant i brillant a la llum. "sona" quan es colpeja.

## Llegat
No se sap per què Ravenscroft va decidir trencar els seus vincles amb la London Glass Sellers' Company i abandonar el negoci de la fabricació de vidre el 1679 (les seves fortes creences catòliques romanes podrien haver-lo fet impopular), però el seu estil de vidre de cristall de plom es va posar de moda a Anglaterra i els seus fabricants de vidre van tenir uns 20 anys de patent a Anglaterra. vidre de cristall. Ravenscroft no va "inventar" el vidre de cristall de plom, ja que altres ja havien descobert els avantatges d'afegir òxid de plom al vidre, però sí que va millorar el procés. Se sap que existeixen més d'una dotzena de peces de Ravenscroft (vegeu la taula a continuació), i encara s'admira la "robusta simplicitat" dels seus dissenys.
| Descripció   | Data de Fabricació | Ubicació                                      | Condició            |
| ------------ | ------------------ | --------------------------------------------- | ------------------- |
| Bol          | 1676–1677          | Victoria & Albert Museum, Londres, Regne Unit | esquerdes           |
| Bol amb ansa | 1676–1677          | Fitzwilliam Museum, @Cambridge, Regne Unit    | esquerdes           |
| Roemer       | 1676–1677          | Victoria & Albert Museum, Londres, Regne Unit | esquerdes           |
| Roemer       | 1676–1677          | Corning Glass Museum, Corning, NY, EUA        | esquerdes           |
| Roemer       | 1677–1678          | Muzeum Narodowe, Varsòvia, Polònia            | sense esquerdes     |
| Ampolla      | 1676–1677          | Museu britànic, Londres, Regne Unit           | esquerdes lleugeres |
| Gerra        | 1676–1677          | Higgins Museum, Bedford, Regne Unit           | esquerdes           |
| Gerro        | 1676–1677          | Victoria & Albert Museum, Londres, Regne Unit | esquerdes           |
| Pot          | Desconegut         | Toledo Museum of Art, Toledo, OH, EUA         | sense esquerdes     |
| Pot          | 1677–1678          | Fitzwilliam Museu, @Cambridge, Regne Unit     | desconegut          |